# Gaomi
Gaomi, tidigare romaniserat Kaomi, är en stad på häradsnivå som lyder under Weifangs stad på prefekturnivå i provinsen Shandong i norra Kina. Den liugger omkring 240 kilometer öster om provinshuvudstaden Jinan. Gaomi är belägen strax nordväst om den viktiga kuststaden Qingdao. Årsmedeltemperaturen ligger på 12,7c.

## Historia
Den konfucianskt lärde Zheng Xuan (127-200 e.Kr.), som levde under Handynastin och utarbetade den kanoniserade version av Konfucius' verk Analekterna, härstammade från orten. Den Nobelprisbelönade författaren Mo Yan kommer också från Gaomi och har hämtat många motiv ur sitt författarskap från orten.
När Tyskland grundade kolonin Kiautschou vid Jiaozhou-bukten i slutet av 1890-talet fick Gaomi järnvägsförbindelse med Qingdao genom Schantung-Bahn.

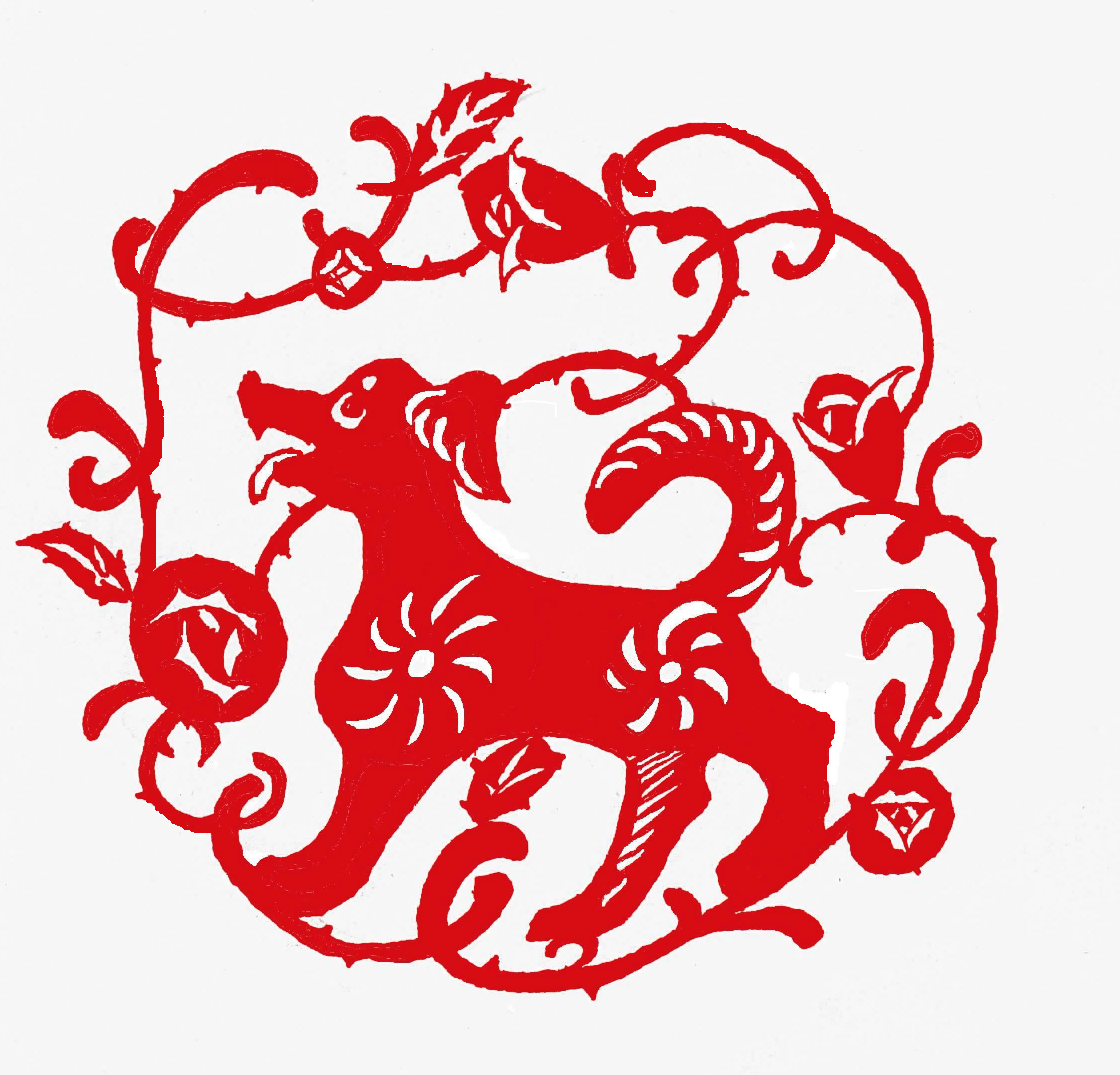
Exempel på kinesiskt pappersklipp.

Staden var en av de första områden som Statsrådet öppnade för utländsk handel i samband med reformpolitiken i slutet på 1970-talet. Gaomi var ursprungligen ett härad, men omvandlades till stad på häradsnivå 1994.

## Kultur
Gaomi är känt för sin folkliga tradition med att göra dekorativa pappersklipp som avbildar olika vardagliga, mytiska eller politiska motiv. Dessa pappersklipp var en populär konstform under Mao Zedongs tid vid makten.